# پل فلزی شیرود
پل فلزی شیرود مربوط به دوره پهلوی اول است و در شهرستان تنکابن، بخش مرکزی، دهستان گلیجان، روستای شیرود واقع شده و این اثر در تاریخ ۲۶ اسفند ۱۳۸۶ با شمارهٔ ثبت ۲۱۹۹۷ به‌عنوان یکی از آثار ملی ایران به ثبت رسیده است.